# 卡丽·梅特·约翰森
卡丽·梅特·约翰森（挪威語：Kari Mette Johansen，1979年1月11日—），挪威女子手球運動員，亦是挪威國家女子手球隊隊員，司職左边锋。曾在2011年世界女子手球錦標賽為挪威隊奪得冠軍。

## 生平
2008年，约翰森代表挪威參加中國北京舉行的奥林匹克运动会女子手球比賽，最終贏得一面金牌。
2012年，约翰森代表挪威參加英國倫敦舉行的奥林匹克运动会女子手球比賽，助球隊成功衛冕。